# Hermann von Kaulbach

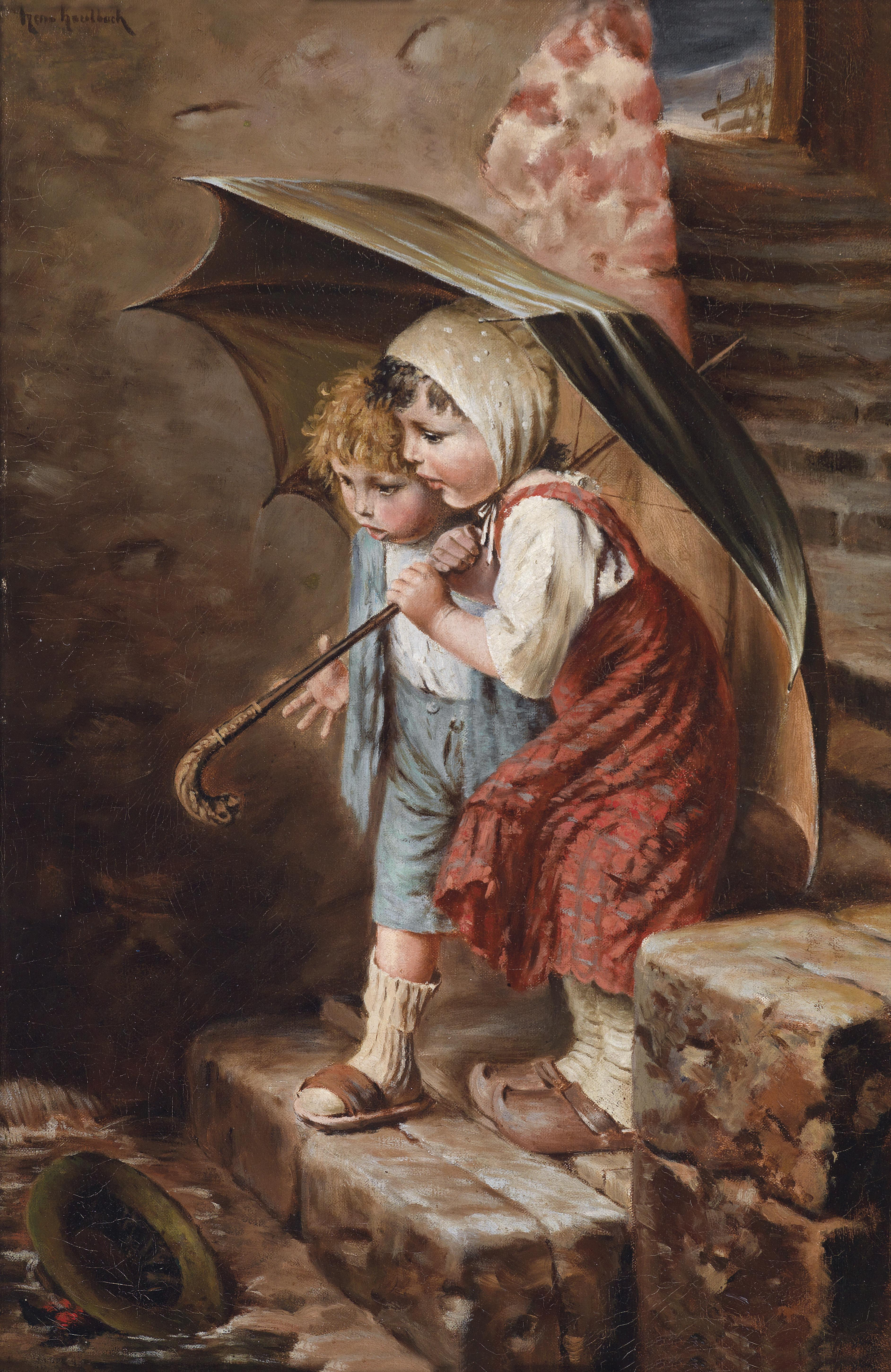
Die Überraschung (The Surprise, 1906)

Hermann von Kaulbach (Monaco di Baviera, 26 luglio 1846 – Monaco di Baviera, 9 dicembre 1909) è stato un pittore tedesco.

## Biografia
Kaulbach era il figlio del pittore Wilhelm von Kaulbach. In origine studiò medicina presso l'Università Ludwig Maximilian di Monaco, ma poco dopo la lasciò per dedicarsi alla pittura. Nel 1867, divenne l'allievo di Karl von Piloty. Sotto la sua influenza, Kaulbach si dedicò quasi esclusivamente a temi storici. In definitiva però, divenne più notevole per i suoi ritratti di bambini.
Fece due viaggi di studio a Roma, nel 1880 e 1891. Nel frattempo, nel 1886, fu nominato professore di storia della pittura presso l'Accademia delle belle arti di Monaco di Baviera. Nel 1906 pubblicò un libro illustrato, dal quale vendette più di 135 000 copie.
Era sposato con Sophie Schroll, la figlia di un incisore, dal quale ebbero tre figli. Molte delle sue opere sono in mostra al Museo di Bad Arolsen (città natale di suo padre). Le sue lettere e altri documenti sono nella collezione del Museo della Letteratura Moderna a Marbach am Neckar. È sepolto nel Alter Südfriedhof a Monaco di Baviera.

## Critica
Anche se il suo lavoro è stato generalmente ben accolto, è stato a volte criticato per aver dato troppa attenzione ai dettagli, dal quale tralasciava, spesso, la figura e il significato del soggetto. Per esempio, il ritratto di Lucrezia Borgia creò una polemica perché fu considerata "troppa oscena", e la sua versione della Coronation of St.Elizabeth by Emperor Frederick II è stata respinta da alcuni critici come "pittura in costume".

## Opere principali
- "Hansel und Gretel bei der Hexe"  (1872, Nella Galleria municipale di Riga)
- "Mozarts Letzte Tage" (1878, nella Galleria municipale di Vienna)
- Portrait of Anton Bruckner, (1885, nel Oberösterreichischen Landesmuseum – Schlossmuseum, Linz)
- "Krönung der heiligen Elisabeth durch Kaiser Friedrich II" (1886, nel museo Wiesbaden)[5]
- "An der Grabstätte des Freundes" (1888, nel  Neue Pinakothek, Munich)

## Pubblicazioni
- Hermann Kaulbach: Bilderbuch. Mit 45 Bildern von Professor Hermann Kaulbach in München und einem Porträt des Künstlers (Text by Adelheid Stier), Union Deutsche Verlagsgesellschaft, First Edition, 1906